# Т-35
Т-35 — радянський важкий танк міжвоєнного періоду. Розроблений в 1930—1932 роках інженерами спеціалізованого КБ під загальним керівництвом М. В. Барикова. Перший в СРСР важкий танк, запущений в масове виробництво — в 1933—1939 роках на Харківському паровозобудівному заводі в рамках декількох невеликих партій була випущена 61 серійна машина.
Т-35 являв собою п'ятибаштовий важкий танк класичного компонування, з гарматно-кулеметним озброєнням та протикулевим бронюванням, і призначався для підтримки піхоти та якісного посилення стрілецьких та танкових з'єднань при прориві сильно укріплених позицій противника. Т-35 є єдиним у світі п'ятибаштовим танком, що випускався серійно, і найпотужнішим танком Червоної армії 1930-х років.
З 1933 року танки Т-35 надходили на озброєння 5-ї важкої танкової бригади (втбр) РККА, з 1936 року виділеної разом з іншими втбр до складу резерву Головного Командування. До 1941 р. Т-35 ні в яких бойових діях не брали участь, проте обмежено застосовувалися під час маневрів та навчань і часто використовувалися у військових парадах, будучи зримим втіленням військової потужності СРСР. Т-35 брали участь у бойових діях початкового етапу Німецько-радянської війни у складі 34-ї танкової дивізії Київського ОВО, однак дуже швидко були втрачені, переважно — через технічні несправності (лише сім танків було втрачено в бою).

## Історія створення

### Передумови

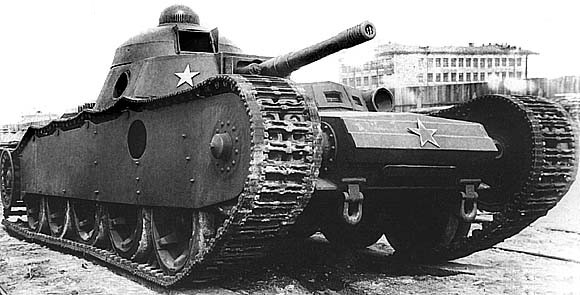
«Потужний середній танк» ТГ в гаражі ВАММ ім. Сталіна, 1940 рік.

На кінець 1920-х років бронетанкові сили РСЧА мали у своєму розпорядженні легкі танки супроводу піхоти Т-18 (МС-1), достатньо досконалі для свого часу. Однак більш важкі машини головним чином були представлені танками, відомими в СРСР під ім'ям «Рікардо» — відбитими у білогвардійців британськими важкими танками Mk. V, які воювали в Першу світову, ґрунтовно зношеними і до кінця 1920-х неабияк застарілими.
Роботи зі створення власних середніх та важких танків почалися в СРСР ще наприкінці 1920-х років, однак відсутність у радянських конструкторів необхідного досвіду в області танкобудування не дозволяла створити повноцінні бойові машини. Зокрема, нічим закінчилася спроба конструкторського бюро гарматно-збройно-кулеметного об'єднання розробити важкий танк прориву. Ця 50-тонна бойова машина повинна була нести озброєння з двох 76-мм гармат та п'яти кулеметів. Була побудована лише дерев'яна модель танка, після чого на початку 1932 року всі роботи з цього проекту були припинені, хоча танк встиг отримати індекс Т-30. 
Схожим чином закінчилася робота «тюремного» КБ Автотанкодизельного відділу Економічного управління ОДПУ, який працював над 75-тонним танком прориву. Власне, вже на початковій стадії проектування цих машин було видно їх безперспективність — проекти мали цілу купу недоліків, виключаючи можливість споруди цих машин.
У березні 1930 р. до проектування середнього танка приступила змішана радянсько-німецька група під керівництвом Едварда Гротте. І хоча створений під керівництвом Гротте середній танк ТГ також виявився з ряду причин непридатним і не пішов у серію, радянські співробітники під час цієї роботи отримали певний досвід, який дозволив їм приступити до проектування важких бойових машин. Після припинення робіт над ТГ, зі складу радянських інженерів, що працювали з Гротте, було створено спеціалізоване КБ, завданням якого була розробка власного важкого танка. Очолив КБ М. В. Бариков, що працював раніше заступником Гротте. До складу КБ увійшли також конструктори М. П. Зігель, Б. А. Андрихевіч, Я. М. Гаккель, Я. В. Обухов та інші.
У завданні від Управління механізації та моторизації (УММ) РККА говорилося: «До 1 серпня 1932 розробити та побудувати новий 35-тонний танк прориву типу ТГ». У зв'язку з передбачуваною масою, перспективний танк отримав позначення Т-35. При проектуванні цієї машини конструктори спиралися на півторарічний досвід роботи над ТГ, а також результати випробувань німецьких танків «Гросстрактор» на полігоні під Казанню та матеріали комісії С. О. Гінзбурга із закупівлі перспективної бронетехніки у Великій Британії.
Роботи йшли в швидкому темпі. Вже 28 лютого 1932 р. заступник начальника УММ РСЧА Г. Г. Бокис доповідав М. М. Тухачевскому, в ту пору — начальнику озброєнь РСЧА: «Роботи по Т-35 (колишній ТГ) йдуть ударними темпами, і зриву термінів закінчення робіт не намічається...» Збірка першого прототипу, що отримав позначення Т-35-1, була закінчена вже 20 серпня 1932, а 1 вересня танк був показаний представникам УММ РСЧА на чолі з Бокисом, на яких справив сильне враження.

### Т-35-1
Прототип мав суттєві відмінності від завдання УММ, насамперед — за масою, яка становила 42 т проти 35 т у завданні. Численне озброєння розташовувалося в п'яти незалежних баштах, через що візуально нагадував британський п'ятибаштовий важкий танк A1E1 «Independent» 1929 року споруди. Традиційно поширена думка, що Т-35 був створений під впливом «Індепендента», однак в архівних документах немає даних про те, що комісія Гінзбурга під час свого перебування в Англії цікавилася цією машиною. Не виключено, що радянські конструктори прийшли до п'ятибаштової схеми самостійно, незалежно від їх англійських колег. Озброєння включало одну 76-мм гармату ПС-3 (замість нього на Т-35-1 стояв макет), дві 37-мм гармати, а також три кулемети ДТ. Численне озброєння зумовило солідні метричні розміри (9720 × 3200 × 3430 мм). Броня танка мала товщину 30—40 мм. Екіпаж складався з 10—11 осіб. Двигун М-17 потужністю 500 к. с. дозволяв танку розвивати максимальну швидкість 28 км/год, а запас ходу по шосе становив 150 км. Питомий тиск на ґрунт не перевищувало 0,7 кг/см², що в теорії обіцяло цілком прийнятну прохідність. Опорні котки були згруповані попарно в три візки на борт.
На випробуваннях восени 1932 року Т-35-1 показав непогані результати і в принципі задовольняв військових, але був відзначений ряд недоліків в силовій установці машини. Крім того, конструкція трансмісії та пневматичних приводів управління була занадто складною та дорогою для масового виробництва танка. Конструкторам було запропоновано доопрацювати проект за вказаними напрямками, посилити озброєння та провести уніфікацію низки деталей (зокрема, головних башт) з середнім танком Т-28.
У лютому 1933 року танкове виробництво заводу «Більшовик» було виділено в окремий завод № 147 ім. К. Є. Ворошилова, а КБ Барикова переформовано в дослідно-конструкторський машинобудівний відділ (ДКМВ), який і зайнявся доопрацюванням Т-35-1.

### Т-35-2
Другий зразок, позначений як Т-35-2, зібрали в квітні 1933 року, а 1 травня він вже брав участь у параді на площі Урицького (колишній Двірцевій) в Ленінграді. Від Т-35-1 танк відрізнявся, крім головної башти, встановленням іншого двигуна, зміненою формою фальшборту та рядом інших дрібних відмінностей.

### Т-35А
Паралельно в тому ж КБ велася розробка креслень танка Т-35А, передбачався для серійного виробництва. Т-35А значно відрізнявся і від Т-35-2, і від Т-35-1. Він мав подовжену на один візок ходову частину, малі кулеметні башти іншої конструкції, збільшені середні башти з 45-мм гарматами 20К, змінену форму корпусу і т. д. Все це викликало ряд труднощів при виготовленні, оскільки Т-35А був, власне, абсолютно новою машиною.

## Серійне виробництво
Серійне виготовлення Т-35 доручили Харківському паровозобудівному заводі імені Комінтерну. Робота з поліпшення танка розпочата в 1932 року під керівництвом Н. В. Цейца, 11 серпня 1933 року Т-35 прийнятий на озброєння і з 1934 почав надходити до армії.
| Загальне виробництво танків Т-35 по роках             |      |      |      |      |      |      |      |      |        |
| Рік                                                   | 1932 | 1933 | 1934 | 1935 | 1936 | 1937 | 1938 | 1939 | Усього |
| Т-35-1                                                | 1    | —    | —    | —    | —    | —    | —    | —    | 1      |
| Т-35-2                                                | —    | 1    | —    | —    | —    | —    | —    | —    | 1      |
| Т-35А                                                 | —    | 2    | 10   | 7    | 15   | 10   | 11*  | 6*   | 61     |
| * — танки з конічними баштами (4 в 1938 і 6 в 1939р.) |      |      |      |      |      |      |      |      |        |

у процесі виробництва в конструкцію танка неодноразово вносилися зміни. 1937 року збільшили товщину верхнього та нижнього лобових та бортових листів, броні корми і башт з 20 до 23 мм; потужність двигуна підвищили до 580 к. с., маса танка зросла до 52 т, а потім до 55 т. число членів екіпажу коливалося від 11 до 9 осіб. Остання партія з десяти машин, випущених у 1938—1939 роках, мала башти конічної форми, змінену конструкцію бортових екранів, поліпшені ущільнення корпусу. Були також посилені елементи підвіски.

## Конструкція танка
Т-35 являв собою важкий танк класичного компонування, п'ятибаштовий, з двоярусним розташуванням гарматно-кулеметного озброєння та бронюванням, що забезпечував захист від куль і осколків снарядів, а також у ряді деталей лобової проєкції — і від снарядів малокаліберної протитанкової артилерії.

### Корпус
Корпус танка — коробчатої форми, складної конфігурації, зварної та частково клепаний, з броньових листів товщиною від 10 до 50 мм. Переважно товщина броні Т-35 становила 20 мм (низ лобової частини корпусу, борта, корми). Броньовий захист башт — 25—30 мм. У носовій частині ліворуч знаходився оглядовий люк механіка-водія з оглядового щілиною, прикритою склоблоком. На марші люк міг відкриватися вгору, фіксуючись при цьому гвинтовим механізмом. Для входу та виходу з танка механік-водій мав люк в даху корпусу, над своїм місцем. Спочатку люк був двостулковим, потім його змінив одностулковий складаний. Пізня модифікація танка з конічними баштами мала овальний люк механіка-водія, аналогічний по конструкції баштовому люку БТ-7 з конічною баштою. Незалежно від модифікації, люк володів однією неприємною особливістю — відкрити його для виходу механік-водій міг лише в тому випадку, якщо ліва передня кулеметна башта була б розгорнута зброєю «ліво на борт». Таким чином, при пошкодженні кулеметної башти самостійне покидання механіком-водієм машини ставало неможливим. Головна башта мала п'єдестал у формі неправильного шестикутника — так званий «Шестигран», з боків якого розташовувалися ящики для приладів димопуску. Позаду кормових башт були повітрозабірні жалюзі, прикриті броньовими екранами, і люк доступу до двигуна. Позаду люка розташовувався глушник. У верхньому кормовому листі танка був круглий отвір для встановлення вентилятора, який прикривався знімним бронековпаком із жалюзі.
Головна башта ідентична по конструкції головній башті танка Т-28 ранніх випусків (аж до введення конічних башт головна башта не мала штатної кульової установки кормового кулемета). Башта циліндричної форми, з розвиненою кормовою нішею. У передній частині башти на цапфах розміщувалася 76-мм гармата, праворуч від якої в незалежній кульовій установці розміщувався кулемет. Для зручності роботи екіпажу башта оснащувалася підвісною підлогою.
Середні башти ідентичні по конструкції баштам легкого танка БТ-5, але без кормової ніші. Башти циліндричної форми, з двома люками в даху для доступу екіпажу. У передній частині башти встановлювалася 45-мм гармата та спарений з нею кулемет.
Малі кулеметні башти по конструкції ідентичні кулеметним баштам середнього танка Т-28, але, на відміну від останніх, забезпечені кільцевими римами для демонтажу. Башти циліндричної форми, з виступом в носовій частині, зміщеним вправо. У лобовому листі башти в кульовій установці розміщувався кулемет ДТ.
Танки Т-35 останньої серії мали башти конічної форми, при цьому головна башта була ідентична конічній башті танка Т-28.

### Озброєння

#### Основне артилерійське
Основним артилерійським озброєнням Т-35 була 76,2-мм танкова гармата зразка 1927/32 років (КТ-28) («Кіровська танкова») зразка 1927/32 років. Спеціально розроблена в 1932 році для танка Т-28, гармата використовувала доопрацьовану хитну частину 76-мм полкової гармати зразка 1927 з наступними змінами: 
- вкорочена довжина відкоту з 1000 до 500 мм;
- збільшено кількість рідини в накатнику з 3,6 до 4,8 л;
- посилені санчата шляхом потовщення їх стінок з 5 до 8 мм;
- введено новий підйомний механізм, ножний спуск і нові прицільні пристосування, що задовольняють умовам роботи танкового екіпажу.

Гармата КТ-28 мала довжину ствола в 16,5 калібрів. Початкова швидкість 7-кілограмового осколково-фугасної снаряда становила 262 м/с, 6,5-кілограмового шрапнельного — 381 м/с.
Гармата встановлювалася в лобовій частині головної башти в масці на цапфах. Кут горизонтального наведення гармати становив 360°, горизонтальне наведення здійснювалося допомогою повороту башти, при цьому, крім ручного приводу, був і електромеханічний трьохшвидкісний привід. Максимальний кут піднесення гармати становив +25 °, опускання — −5 ° (за іншими даними — +23 ° і −7 ° відповідно). Підйомний механізм гармати — секторного типу, ручний.
Наведення гармати на ціль здійснювалося за допомогою панорамного перископічного оптичного прицілу ПТ-1 зр. 1932 р. і телескопічного ТОП зр. 1930 р. ПТ-1 мав збільшення 2,5× і поле зору 26°. Прицільна сітка була розрахована на ведення вогню на дальність до 3,6 км бронебійними снарядами, 2,7 км — осколковими і до 1,6 км — з спареного кулемета. Для стрільби вночі і в умовах зниженої освітленості приціл забезпечувався підсвічуванням шкал і перехрестя прицілу. ТОП мав збільшення 2,5×, поле зору 15°, і прицільну сітку, розраховану на ведення вогню на дальність до, відповідно, 6,4, 3 і 1 км.
Боєкомплект, що містив — 96 пострілів, з них 48 фугасних гранат і 48 шрапнелі. За необхідності до складу боєкомплекту могли включатися і бронебійні снаряди, що володіли, правда, вельми низькими характеристиками бронепробивності.
Остання обставина яка протягом довгого часу непокоїла військових. Гармата КТ-28 призначалася для боротьби з вогневими точками противника та неброньованими цілями, і цілком задовольняла покладеним на неї завданням. Потужність ж її бронебійного снаряда в силу невисокої початкової швидкості було достатньо низькою. Однак треба сказати, що гармата КТ-28 як основне озброєння розглядалася військовими та конструкторами танка, як тимчасовий захід — згодом танки планувалося озброювати 76,2-мм універсальною танковою гарматою ПС-3. Проте з ряду причин її так і не вдалося допрацювати до прийнятного рівня та запустити у виробництво.

#### Додаткове артилерійське
Додаткове артилерійське озброєння становило дві 45-мм нарізні напівавтоматичні гармати зр. 1932 р. (20К), згодом замінені на її модифікований варіантзр. 1932/34 рр.. Гармата мала ствол з вільною трубою, скріплену кожухом, довжиною 46 калібрів (2070 мм), вертикальний клиновий затвор з напівавтоматикою механічного типу на гарматі зр. 1932 р. і інерційного типу на зрр. 1932/34 рр.. Противідкатні пристрої складалися з гідравлічного гальма відкату та пружинного накатника, нормальна довжина відкоту становила 275 мм для гармати зр. 1932 р. і 245 мм — для зр. 1932/34 рр.. Напівавтоматика гармати зр. 1932/34 рр.. працювала лише при стрільбі бронебійними снарядами, тоді як при стрільбі осколковими, через меншу довжину відкату, вона працювала як ¼ автоматики, забезпечуючи лише автоматичне закриття затвора при вкладанні в нього патрона, тоді як відкриття затвора та екстракція гільзи здійснювалися вручну. Практична скорострільність гармати становила 7—12 пострілів на хвилину. Гармата забезпечували початкову швидкість бронебійного снаряда 760 м/с.
Гармати розміщувалися в спареній з кулеметом установці, на цапфах в лобових частинах малих гарматних башт. Наведення в горизонтальній площині здійснювалося поворотом башти за допомогою гвинтового поворотного механізму. Механізм мав дві передачі, швидкість обертання башти на яких за один оборот маховика навідника становила 2° або 4°. Кут горизонтального наведення гармати носової башти становив 191 °, кормової — 184 ° Шаблон:Джерело: Вітчизняні броньовані машини 1905-1941. Наведення у вертикальній площині, з максимальними кутами від −8 до +23 °Шаблон:Джерело: Вітчизняні броньовані машини 1905-1941, здійснювалося за допомогою секторного механізму. Наведення спарених установок здійснювалося за допомогою панорамного перископічного оптичного прицілуПТ-1 обр. 1932 р.і телескопічногоТОП обр. 1930 р.
Боєкомплект становив 226 пострілів на 2 гармати, з них 113 бронебійних і 113 осколково-фугасних.

#### Допоміжне
Допоміжне озброєння Т-35 складалося з шести 7,62-мм кулеметів ДТ. Два кулемети розміщувалися в головній башті: один — в лобовій частині головної башти в автономній кульовій установці, праворуч від гармати, інший міг встановлюватися в кормовій ніші на бугелі та вести вогонь через вертикальну амбразуру що закривалася броньовою кришкою. Ще два встановлювалися по одному в малих гарматних баштах в спарці з 45-мм гарматою. По одному кулемету встановлювалося в лобових частинах кулеметних башт у кульових установках. На танках останніх серій на люку навідника встановлювалася також зенітна турельна установка П-40 з кулеметом ДТ, забезпеченим для стрільби по повітряних цілях прицілом коліматора (таким чином, загальна кількість кулеметів танка доводилося до семи). Боєкомплект становив 10080 патронів в 160 барабанних магазинах по 63 патрона кожний.

### Двигун та трансмісія
На всіх танках Т-35 встановлювався чотиритактний 12-циліндровий V-подібний карбюраторний авіаційний двигун М-17, ліцензійний BMW VI розвивав максимальну потужність 400 к.с. при 1450 об./хв. У ході модернізації в 1936—1937 роках двигун був форсований до 580 к.с. Ступінь стиснення — змінна, різна для правого та лівого блоків циліндрів. Різниця утворюється через зчленований шатунний механізм (головний та причіпний шатуни); суха маса двигуна — 553 кг. Як паливо використовувався бензин марок Б-70 і КБ-70. Подача палива — під тиском, за допомогою бензопомпи. Для впорскування пального під усмоктувальні труби під час запуску холодного двигуна був спеціально сконструйований прилад — атмос. Масляний насос — шестерний. Карбюратор — два, типу КД-1. Охолодження двигуна — примусове водяне, за допомогою двох радіаторів, встановлених по обидва боки двигуна, при цьому правий та лівий радіатори не взаємозамінні.
Паливні баки загальною ємністю 910 л (два ємністю по 320 л і один — 270 л) забезпечували танку запас ходу по шосе до 150 км.
Коробка зміни передач, розташована в трансмісійному відділенні, забезпечувала чотири швидкості вперед і одну назад. На картері коробки передач встановлювався стартер для запуску двигуна. Крім того, в трансмісійному відділенні розташовувався багатодисковий (27 дисків) головний фрикціон сухого тертя (сталь по сталі), багатодискові бортові фрикціони з плаваючими стрічковими гальмами та бортові передачі з двома парами циліндричних шестерень. Там же розташовувався редуктор відбору потужності на вентилятор, що засмоктував повітря для охолодження радіаторів. Привід на редуктор — від колінчастого вала двигуна; при 1450 об./хв. колінчастого вала забезпечував швидкість обертання вентилятора 2850 об./хв., що давало продуктивність близько 20 м³ повітря в секунду.

### Ходова частина

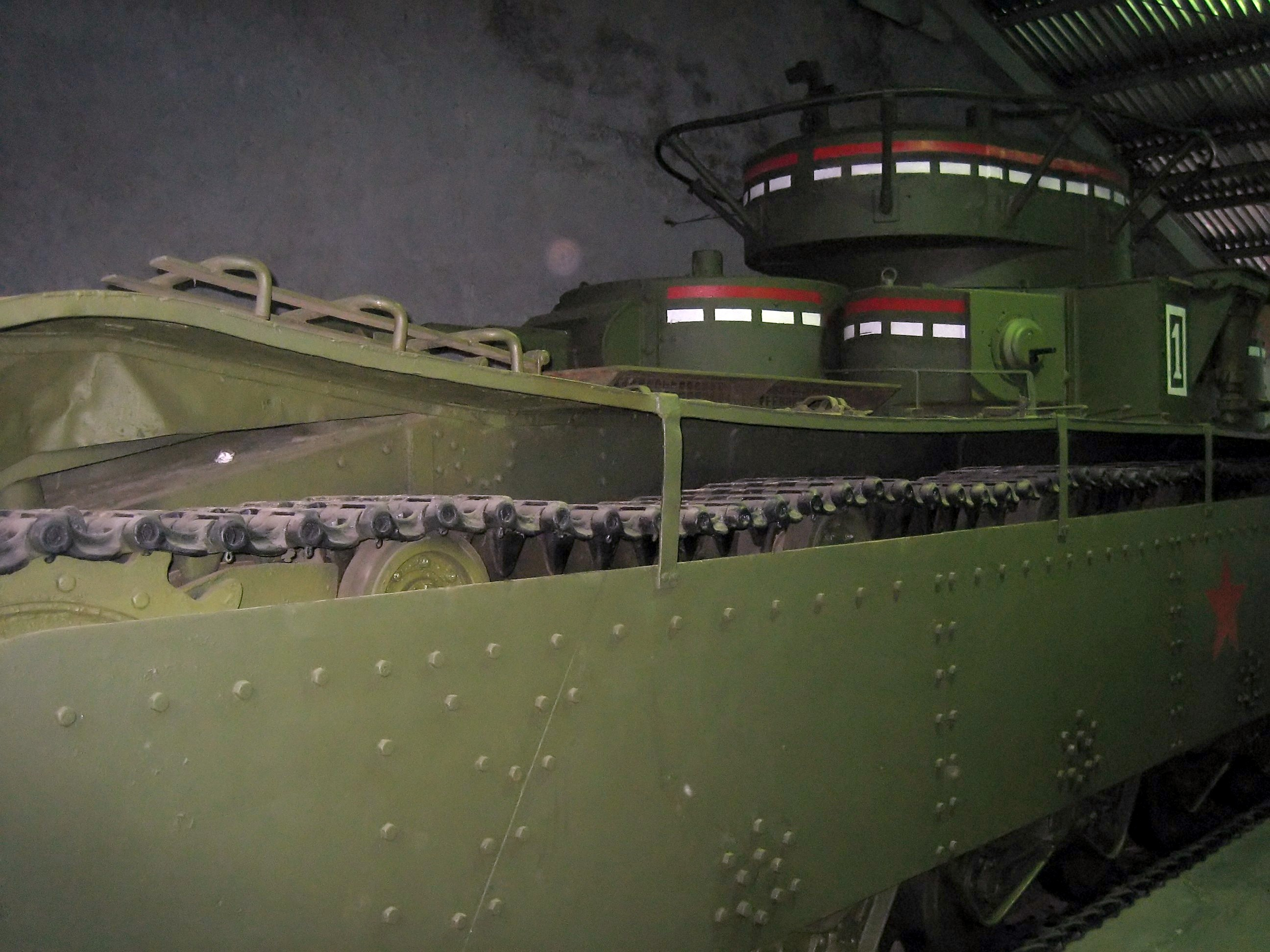
Підвіска

Гусеничний рушій складався з восьми (на кожну сторону) обгумованих опорних котків малого діаметра, шести підтримуючих котків з гумовими шинами, напрямних коліс з гвинтовим механізмом натягу гусениць, ведучих задніх коліс зі знімними зубчастими вінцями та дрібноланкових гусеничних ланцюгів зі скелетоподібними траками та відкритим шарніром. Траки з'єднувалися пальцями, які стопорилися за допомогою шплінтів. Між напрямними колесами та передніми опорними котками були встановлені натяжні ролики, які запобігали прогинам передніх гілок гусениць при подоланні вертикальних перешкод.
Підвіска — зблокована, по два котки у візку; підресорувана — двома спіральними пружинами. Ходова частина закрита 10-мм броньовими екранами. Танк долав підйоми крутизною до 36 °, рови шириною до 3,5 м, вертикальні стінки висотою 1,2 м, брід глибиною 1,2 м. Питомий тиск на ґрунт становив 0,78 кг/см². Водночас велике значення відносно довжини танка до його ширини (більше 3) несприятливо позначалося на його маневреності.

### Електрообладнання
На перших машинах встановлювалося імпортне електрообладнання напругою 12 В, але потім, з 1934 року, перейшли на обладнання власного виробництва напругою 24 В. Потужність генератора — 1 кВт.
Для освітлення дороги в нічний час танк мав дві складні фари, забезпечені броньовими кожухами (аналогічні що використовувалися на Т-26 і Т-28). Для подачі звукових сигналів танк мав гудок «ЗЕТ» вібраторного типу.

### Засоби спостереження та зв'язку
Засоби спостереження на Т-35 представляли собою прості оглядові щілини, закриті з внутрішньої сторони змінним триплексним склоблоком, що забезпечував захист від куль, осколків снарядів та бризок свинцю при обстрілі бронебійними кулями. По одній оглядовій щілині розташовувалося по бортах головної башти, по зовнішніх бортах малих гарматних та кулеметних башт і в кришці люка механіка-водія. Крім цього, командир танка та командири малих гарматних башт мали перископічні панорамні прилади спостереження ПТК, захищені бронековпаками.
Для зовнішнього зв'язку всі танки Т-35 оснащувалися радіостанціями, монтували їх в кормовій ніші головної башти ліворуч (по ходу машини). На танки ранніх випусків встановлювалася радіостанція 71-ТК, що забезпечувала зв'язок на дистанцію в 18—20 км. З 1935 р. на танк стали встановлювати радіостанцію 71-ТК-2 із збільшеною до 40—60 км дальністю зв'язку, але через ненадійність (радіостанція постійно перегрівалася) її вже з 1936 р. замінили більш досконалою 71-ТК-3, що стала найбільш масовою танковою радіостанцією довоєнних років. 71-ТК-3 — приймально-передавальна, телефонно-телеграфна, симплексна радіостанція з амплітудною модуляцією, що працює в діапазоні частот 4—5,625 МГц і забезпечує дальність зв'язку в телефонному режимі на ходу до 15 км і на стоянці до 30 км, а в телеграфному на стоянці — до 50 км. Маса радіостанції без антени — 80 кг.
На машинах, випущених до 1935 року включно, були проблеми з екрануванням електрообладнання, внаслідок чого виникали сильні радіоперешкоди. Пізніше завдяки блокуванню електросхеми за допомогою конденсаторів від більшості перешкод вдалося позбутися.
Більшість Т-35 оснащувалися антеною поручневого типу, лише на танках пізнього випуску з конічними баштами стали встановлюватися штирові антени.
Для внутрішнього зв'язку Т-35 оснащувалися танковим переговорним пристроєм (танкофоном) ТПУ-6 на шістьох членів екіпажу. На машинах першої серії встановлювався прилад типу «Сафар».

### Розміщення екіпажу
У процесі виробництва танка Т-35 число членів екіпажу коливалося від 11 до 9 осіб, залежно від конструкції конкретної серії. Найчастіше розміщення екіпажу виглядало таким чином. У головній — башті, уніфікованої з баштою танка Т-28, перебували три члени екіпажу: командир танка (він же навідник), кулеметник, і ззаду — радист (він же заряджаючий). У двох баштах з 45-мм гарматами розміщуються по два члени екіпажу — навідник та кулеметник, в кулеметних баштах — по одному стрільцю. Головна башта відгороджувалася від решти частини бойового відділення перегородкою. Передні та задні башти попарно зв'язувалися між собою. У передній частині корпусу між гусеницями перебувало відділення управління — там розміщувався механік-водій (через сильно виступаючі вперед гілки гусениць він мав дуже обмежений огляд, і часто машину доводилося вести ледь не наосліп).

## Модернізації та модифікації
В 1936—1937 роках була проведена істотна модернізація силової установки та агрегатів трансмісії танка Т-35. Двигун був форсований, внаслідок чого його потужність досягла 580 к.с. Зміни торкнулися також коробки передач, бортових фрикціонів, систем забезпечення роботи двигуна та електрообладнання. Глушник був прибраний всередину корпусу, а назовні виведені лише вихлопні труби. Також були покращені ущільнення корпусу для попередження попадання води всередину машини при подоланні водних перешкод вбрід. Крім того, з метою поліпшення прохідності танка була дещо змінена конструкція фальшборту, а товщина переднього похилого бронелиста корпусу та лючка механіка-водія була доведена до 50 мм. Модернізація дозволила трохи підвищити надійність важких танків та довести гарантований пробіг Т-35А випуску 1937 до 2000 км (більш ранні машини мали гарантований пробіг не більше 1500 км).
1938 року в АБТУ обговорювалася можливість заміни гармати КТ-28 на 76,2-мм гармату Л-10, яка мала встановлюватися на нові Т-28. Проте зрештою від заміни було вирішено відмовитися, оскільки КТ-28 цілком справлялася із завданнями, які покладалися на неї при супроводі атакуючої піхоти (знищенням неброньованих цілей, піхоти та вогневих точок противника), а для боротьби з бронетехнікою були дві 45-мм гармати 20К.
Під час виробництва та експлуатації танка не раз робилися спроби якимось чином знівелювати специфічний недолік Т-35, що негативно впливає на його бойові можливості — складність командування танком в бою. Командир був практично не в змозі управляти вогнем п'яти башт, розташованих в два яруси. Недостатня оглядовість не дозволяла йому контролювати обстановку на полі бою, внаслідок чого командири башт були змушені самостійно відшукувати та знищувати цілі. Після низки вишукувань для цієї проблеми було знайдено вельми цікаве рішення — восени 1935 Головне артилерійське управління (ГАУ) за замовленням АБТУ приступило до опрацювання можливостей встановлення на танк Т-35 системи централізованої наводки башт, приблизно аналогічній застосовуваної на флоті. У підсумку, слухачами артилерійської академії був розроблений танковий прилад управління артилерійським вогнем (ТПУАО), який в дослідному порядку встановили на один з танків. У комплексі з ТПУАО був встановлений також 9-футовий морський далекомір «Barr & Stroud», партія яких була закуплена у Великій Британії ще до революції. На головній башті танка з'явилася спеціальна командно-наглядова башточка та броньований кожух для далекоміра.
Протягом 1936 проводилися всебічні випробування машини, що дали в цілому позитивні результати — управління вогнем і правда стало більш зручним та ефективним. Однак розкрилася і специфічна проблема — для обслуговування ТПУАО була потрібна особа, яка мала спеціальну освіту. Крім того, надійність самого приладу була не на висоті. Нарешті, громіздкий та малозручний далекомір сильно псував враження від машини. У підсумку, роботи зі встановлення на Т-35 системи централізованої наводки були припинені. 1938 року до розробок на деякий час повернулися знову, проте незабаром вони були закриті остаточно — у звіті, наданому в АБТУ 1938 року, було зазначено, що подібна переробка танків Т-35 є недоцільною через їх малочисельність, високу вартість самого приладу та сумнівної бойової цінності і приладу, і танка в умовах сучасної маневреної війни.

### Т-35А зразка 1939

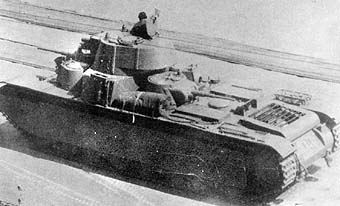
Т-35А зразка 1939 року на параді

Останні 10 танків Т-35, випущених в 1938—1939 роках, мали суттєві відмінності від машин попередніх серій, найбільш характерним з яких була конічна форма башт. Роботи в напрямку підвищення захищеності танка почалися на ХПЗ ще наприкінці 1937 року, на основі досвіду боїв Громадянської війни в Іспанії, у світлі яких захищеність Т-35 вже не відповідала важкому танку. Щоб уникнути непомірного збільшення маси танка при підвищенні його захищеності, інженери заводу зайнялися розробкою для танка башт конічної форми, надаючи бронелистам максимально можливі кути нахилу.
До середини 1938 проекти були розроблені. Хоча до цього моменту в УММ РККА вже було поставлено питання про доцільність подальшого випуску п'ятибаштових важких танків, офіційного рішення про припинення їх виробництва не надходило, і розпочалося приготування до випуску серії машин 1938 року. У 1938 був випущений перший танк з конічними баштами (№ 234-34), а остання машина (№ 744-67) серії (стала одночасно і останнім випущеним Т-35) зійшла зі стапелів у червні 1939 року.
Головна башта Т-35 зразка 1939 року була уніфікована з конічною головною баштою середнього танка Т-28 останнього випуску. Частина основних башт (на п'яти танках № 234-34, 234-35, 234-42, 744-61, 744-62)  також отримала штатну кульову установку кулемета в кормовій ніші. Середні і малі башти були цілком самостійними конструкціями, хоча в цілому, крім конічної форми, істотних змін вони не зазнали.
Крім конічних башт, нові танки отримали вкорочений бортовий екран з відкритим ведучим колесом (як на танку Т-35А № 234-35 випуску 1938) і зміненою формою лючків доступу до підтримуючих роликів, кількість яких було скорочено до 5. Крім того, товщина лобового бронелиста була доведена до 70 мм, а лобових деталей башт — до 30 мм. Три останніх танка також отримали підбаштову коробку зі скошеними бортовими бронелистами і люки прямокутної форми на бортових екранах.
Перші 3 машини серії (№ 234-34, 234-35, 234-42) отримали поручневу антену по периметру головної башти, проте на наступних Т-35 зразка 1939 р. від неї відмовилися на користь штирьової.
Кількість танків з конічними баштами склало 10 примірників.

### Серійні номери танків Т-35
| 1934   | 1935   | 1936    | 1937    | 1938     | 1939     |
| ------ | ------ | ------- | ------- | -------- | -------- |
| 148-11 | 339-30 | 220-25  | 0197-1  | 0197-2   | 744-62** |
| 148-19 | 339-48 | 220-27  | 0197-6  | 0197-7   | 744-63** |
| 148-22 | 339-75 | 220-28  | 0217-35 | 0200-0   | 744-64** |
| 148-25 | 339-78 | 220-29  | 196-94  | 0200-4   | 744-65** |
| 148-30 | 288-11 | 288-43* | 196-95  | 0200-8   | 744-66** |
| 148-31 | 288-14 | 288-65* | 196-96  | 0200-5   | 744-67** |
| 148-39 | 288-41 | 288-74* | 988-15  | 0200-9   | -        |
| 148-40 | —      | 0183-3  | 988-16  | 234-34** | -        |
| 148-41 | —      | 0183-5  | 988-17  | 234-35** | -        |
| 148-50 | —      | 0183-7  | 988-18  | 234-42** | -        |
| —      | —      | 537-70  | —       | 744-61** | -        |
| —      | —      | 537-80  | —       | —        | -        |
| —      | —      | 537-90  | —       | —        | -        |
| —      | —      | 715-61  | —       | —        | -        |
| —      | —      | 715-62  | —       | —        | -        |
| 10     | 7      | 15      | 10      | 11       | 6        |

-* ці номери у Коломійця дано з помилкою, як 228-XXX, 288-XXX це правильне прочитання.
-** відзначені танки з конічними баштами
похилі підбаштові коробки були введені з танка № 744-64.

## Машини, створені на базі Т-35
- СУ-14 — експериментальна важка самохідна артилерійська установка (САУ), створена на базі Т-35. Розроблено 1933 року КБ під керівництвом М. В. Барикова. Замість башт на танк встановлювалася зміщена до корми простора рубка, в якій розміщувалося 203-мм гаубиця зразка 1931 (Б-4), моторно-трансмісійне відділення переміщалося в носову частину корпусу. Екіпаж становив 7 осіб. 1934 року побудований дослідний зразок установки. 1940 року було проведено екранування САУ і ряд дрібних модернізацій, після чого САУ одержала позначення СУ-14-2
- СУ-14-1 — експериментальна важка самохідна артилерійська установка (САУ), розвиток конструкції СУ-14. 1936 року побудований дослідний зразок установки. Технічно близька до СУ-14. За результатами стрільб 203-мм гаубиця була замінена на 152,4-мм гармату великої потужності зразка 1935 (Бр-2). 1940 року так само, як і СУ-14, була екранована, після чого отримала найменування СУ-14-Бр2.
- Т-112 — дослідний середній танк, який являв собою Т-28 з підвіскою, запозиченою у важкого танка Т-35. Розроблено КБ Кіровського заводу під керівництвом Ж. Котіна 1938 року. Не вийшов зі стадії креслень[10].

## Служба та бойове застосування

### Штатно-організаційна структура

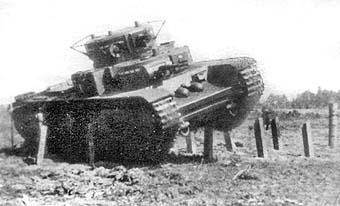
Т-35 долає протитанкові надовби на військових маневрах

У початковий період виробництва Т-35 відповідав оперативно-технічним вимогам, що пред'являлися до важких танків Червоної армії. Крім того, за своєю вогневою потужністю Т-35 був найсильнішим танком світу. Три гармати та п'ять кулеметів, розташовані в п'яти обертових баштах, забезпечували масований круговий вогонь одночасно у всіх напрямках, що для боротьби з піхотою в глибині оборони противника давало (в теорії) певні переваги. Однак це зажадало збільшення екіпажа, привело до ускладнення конструкції. Тягово-динамічні якості машини були явно недостатні, особливо при повороті. Все це не дозволяло виконувати повною мірою завдання, що стоять перед важким танком. Наявність великої кількості башт призвело до того, що командир не міг ефективно керувати вогнем. Слабке бронювання робило танк вразливим для артилерії, а через величезні розміри та низьку рухливість танк являв собою прекрасну мішень.
Було ясно, що потрібна нова концепція важкого танка. У рамках цієї нової концепції були створені експериментальні танки СМК, Т-100 та КВ. Останній став родоначальником першої в СРСР вдалої серії важких танків. 

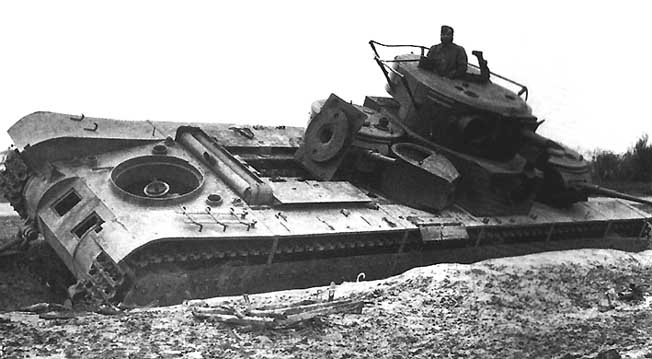
Т-35, кинутий екіпажем через несправність. Західна Україна, Липень 1941 р.

### Німецько-радянська війна
До 1941 року Т-35 за суворими радянськими стандартами морально застаріли, проте з озброєння зняті не були. На 22 червня 1941 року в РСЧА значилося 48 танків Т-35, що перебували на озброєнні 67-го і 68-го танкових полків 34-ї танкової дивізії Київського ОВО. Решта перебували в розпорядженні військових навчальних закладів і в ремонті (2 танка — ВАММ, 3 — 2-е Саратовське БТУ, 1 — Казанські БТКУТС, 5 — в ремонті на заводі № 183). Всі Т-35, що були в розпорядженні 34-ї тд, до початку війни перебували в районі Рави-Руської і були втрачені в перші дні боїв. При цьому лише 7 машин були втрачені безпосередньо в бою, 6 на момент початку війни були в ремонті, а інші 35 вибули з ладу внаслідок несправностей, зламалися на марші і були кинуті або знищені екіпажами. Останнє застосування танків Т-35 (2 машини) зазначено під час битви під Москвою. Цікаво, що збереглося безліч фотографій кинутих Т-35, зроблених німцями — танкісти панцерваффе та прості солдати обожнювали фотографуватися на тлі «чуда ворожої техніки».
Випуск Die Deutsche Wochenschau за 17 липня 1941 р. демонструє Т-35, покинутий радянськими військами, який оглядають німці.

### Трофейні машини
У перші тижні війни один Т-35, повністю справний та залишений, мабуть, через брак палива, був відправлений німецьким командуванням на танковий полігон в Куммерсдорфі, де був ретельно вивчений німецькими інженерами. При цьому німці відзначали, що з транспортуванням машини виникли проблеми — танк не вписувався в залізничний габарит, а перемикання важелів було неймовірно важкою та виснажливою справою. Подальша доля цього танка точно невідома, хоча можливо, що саме з цим екземпляром пов'язаний останній випадок бойового застосування Т-35, що відноситься до кінця квітня 1945 року. У ході оборони Берліна один трофейний Т-35 з випробувального полігону Цоссен був включений до складу 4-ї роти 11-го танкового полку вермахту. У складі роти танк брав участь у боях в районі полігону, де незабаром і був підбитий.

### Т-35 як символ військової могутності РККА
Як вже говорилося, аж до початку Німецько-радянської війни Т-35 не брали участі в бойових діях. Періодично Т-35 використовувалися у військових маневрах, проте головним «полем бою» цих машин стали площі Москви та Києва, по яких ці танки проходили у складі всіх парадів починаючи з 1933 року, та аж до початку Німецько-радянської війни. Танки Т-35, суб'єктивно що мали вельми грізний та значний вид, воістину стали зримим втіленням сили РСЧА. Правда, кількість танків, що брали участь у параді, була досить невелика. Наприклад, 7 листопада 1940 року на паради вивели всього 20 машин (по 10 в Москві та Києві).
Крім того, танки Т-35 зображені на ряді агітаційних плакатів, присвячених РСЧА. Цікаво, що зображення Т-35 присутнє навіть на одному з плакатів 1943 року. У цей час у військах вже давно не залишилося жодного Т-35, проте наїжачений гарматами «сухопутний броненосець» продовжував виконувати свою пропагандистську функцію, як і раніше уособлюючи собою могутність Червоної армії. Нарешті, спрощене зображення Т-35 було використано в оформленні медалі «За відвагу».

## Оцінка машини

### Оцінка бойового застосування
Безсумнівно, з моменту свого створення і аж до Німецько-радянської війни з вогневої потужності танк Т-35 перевершував всі світові танки. Комбінація з трьох гармат та п'яти-семи кулеметів, здатних вести вогонь в усі сторони, дозволяла створити навколо машини справжнє море вогню. Але разом з тим багатобаштове компонування, апогеєм якого став Т-35, робив танк малопридатним до ведення реальних бойових дій.
Командир фізично не міг керувати вогнем п'яти башт, і в бою танк діяв неефективно. Громіздка конструкція бойового відділення призвела до збільшення габаритів танка, зробивши його прекрасною мішенню та одночасно позбавивши якого б то не було запасу на посилення бронювання. Але навіть з протикулевою бронею «сухопутний лінкор» важив півсотні тонн, змушуючи двигун працювати на межі своїх можливостей, і навіть на цій межі М-17Т не міг розігнати машину до прийнятної швидкості: швидкість переміщення танка в бою зазвичай не перевищувала 8—10 км/год. У комбінації з величезними розмірами та слабкою бронею це ще більше підвищувало вразливість танка.
Втім, частинам вермахту практично не довелося випробувати на собі вогневу міць Т-35 — замість німецьких танків головним ворогом «тридцять п'ятого» були їх же технічні дефекти та загальна ненадійність — результат всіх перерахованих вище недоліків. Тривалий марш, який довелося здійснити 34-й танковій дивізії, був для Т-35 смертельний.
Виправданням може служити той факт, що жодного разу за весь час свого існування танки Т-35 не використовувалися за прямим призначенням — підтримки піхоти при прориві укріплених ліній противника. Можливо, в такій обстановці Т-35 був би більш ефективний, але влітку 1941 року 34-й дивізії до будь-яких штурмів було занадто далеко.

### Порівняння з зарубіжними аналогами
Хоча концепція багатобаштових важких танків в цілому була спочатку тупиковою, нею довгі роки захоплювалися конструктори багатьох країн, що мали розвинені бронетанкові війська. Втім, результат був приблизно однаковим у всіх: проектування та дрібносерійний випуск сталевих «динозаврів» і, в ряді випадків, невдале їх застосування в бою.
Родоначальником «сухопутних дредноутів» можна вважати французький важкий танк Char 2C. Розробка його почалася ще під час Першої світової війни, в 1917 р.. причому вже в 1919 р. передбачалося випустити 300 одиниць, однак через закінчення військових дій виробництво було різко згорнуто. Внаслідок, до 1923 р. виготовили всього 10 танків типу 2C. Озброєння складалося з 75-мм гармати та декількох кулеметів та розміщувалося в двох баштах (гарматної спереду та кулеметної ззаду) та бортових амбразурах. Будучи за мірками 1917 достатньо прогресивною машиною, до початку тридцятих танк вже повністю застарів як морально, так і технічно. Тут і невдале розташування двох башт в одному ярусі, що виключало круговий обстріл, і величезні розміри машини, і низькі прохідність та надійність. Взяти участь у бойових діях Другої світової вони не встигли — Франція капітулювала, коли танки ще рухалися на фронт залізницею, де їх через кілька годин і знищила німецька авіація. 

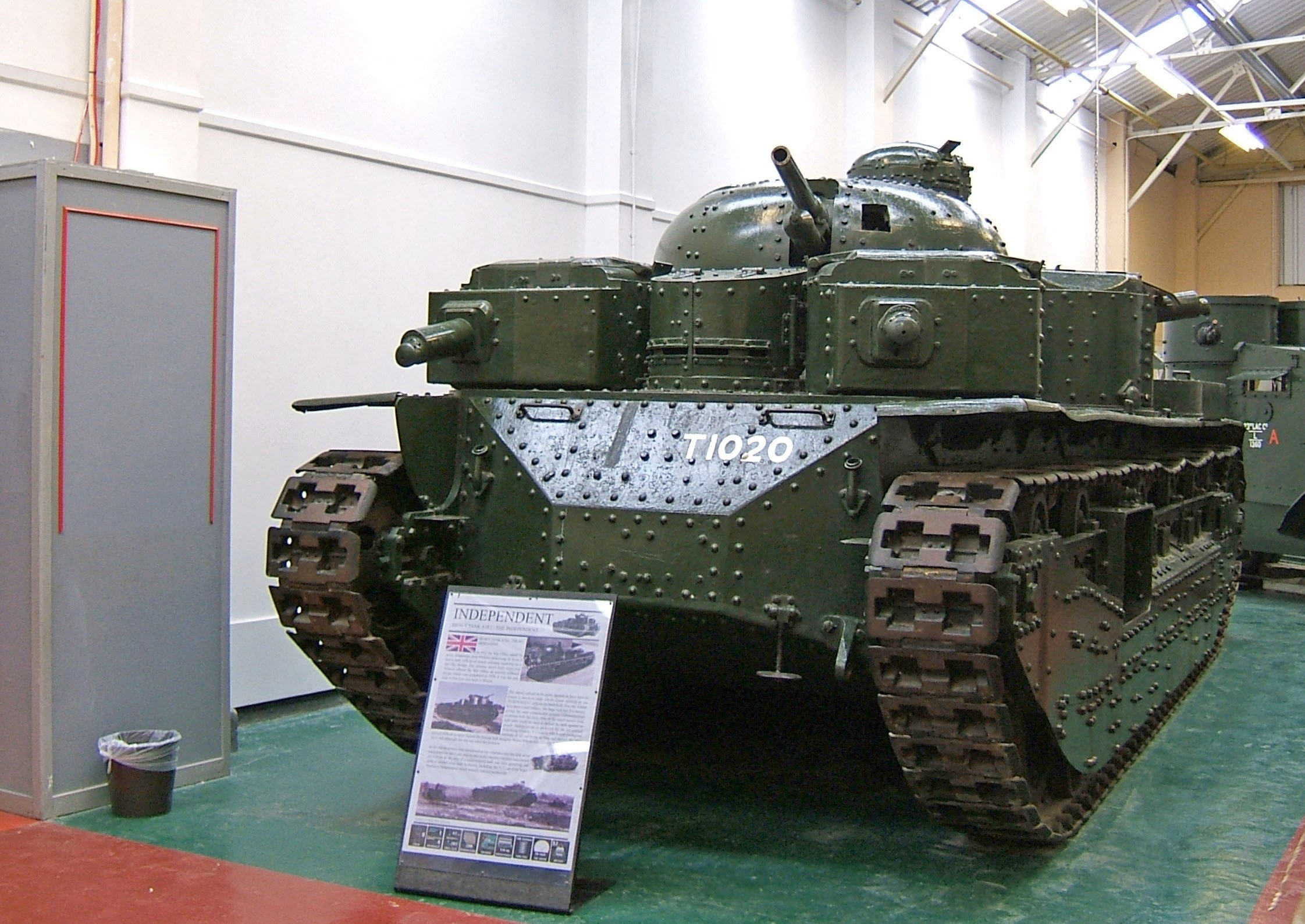
Vickers A1E1 Independent — «Незалежний».

Існує думка, що неабиякий вплив на розробку танка Т-35 зробило знайомство радянських інженерів з англійським проектом важкого танка Vickers A1E1 Independent (англ. Незалежний). Ця машина була створена в 1926 р. з оглядкою на досвід французького 2C, але завдяки більш раціональному компонуванню уникла ряду недоліків останнього. Озброєння розташовувалося в п'яти баштах. Розміщення всіх кулеметів у чотирьох однотипних башточках, згрупованих навколо головної башти кругового обстрілу з 47-мм гарматою, значно збільшувало гнучкість вогню та дозволяло націлити на один об'єкт як мінімум два кулемети й гармату. Застосування подібної схеми розміщення озброєння в конструкції Т-35 підкріплює викладену вище версію. Але так чи інакше, A1E1 «Independent» не був прийнятий на озброєння і не пішов у серію, що зберігає за Т-35 лаври єдиного в світі серійного п'ятибаштового танка.
Що стосується Німеччини, то в середині 1930-х років фірми «Рейнметалл-Борзиг» та «Крупп» побудували невелику партію важких трибаштових танків NbFz. Дві спарені гармати калібром 75 і 37 мм були встановлені в центральній башті кругового обертання. Другий ярус озброєння утворювали дві невеликі, діагонально рознесені башти зі спареними кулеметами. Машина вийшла компактною та достатньо легкою (всього 35 т), що суттєво збільшувало її рухливість — швидкість досягала 35 км/год. Однак бронювання танка не могло протистояти не лише протитанковій артилерії того часу, але навіть протитанковим рушницям.
Англійська та німецька конструкції вплинули на японський важкий танк «Тип 95», створений 1932 року. Машина мала достатньо потужне озброєння: 70-мм гармату в головній башті і 37-мм у башті меншого розміру, встановленій спереду ліворуч. Характерною особливістю «Типу 95» була кулеметна башточка в кормовій частині позаду силового відділення. Втім, зі стадії дослідних зразків танк так і не вийшов.
Проте всі ці машини не були вдалими та зайвий раз доводили безвихідність багатобаштового компонування. Єдиним відносно вдалим зразком застосування такої компонувальної схеми можна вважати радянський трибаштовий середній танк Т-28.

## Збережені екземпляри

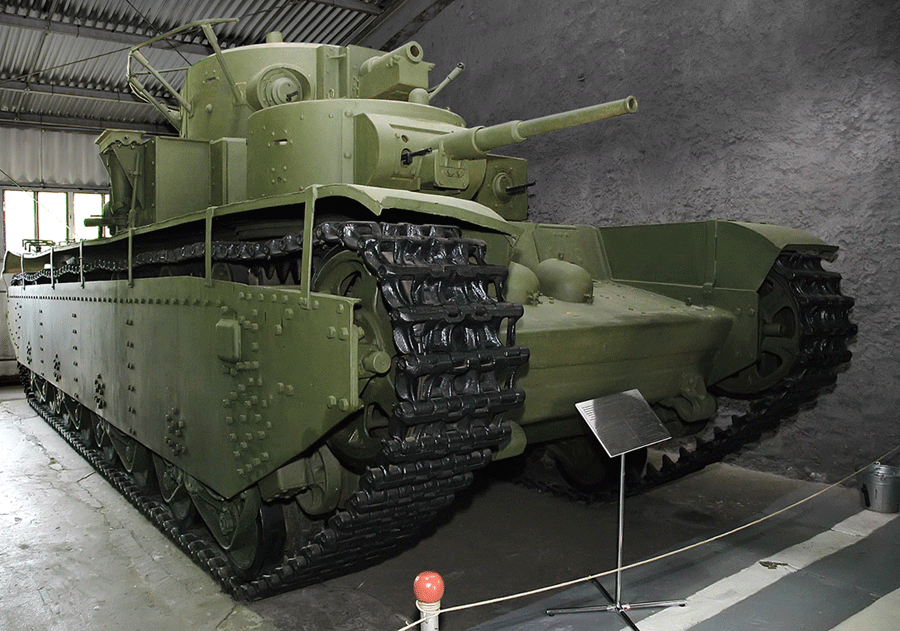
Єдиний збережений екземпляр Т-35 в танковому музеї в Кубинці, 2011

станом на 2013 рік, відомо про існування одного примірника танка Т-35:
- Росія — Бронетанковий музей в Кубинці. В експозиції музею представлено Т-35 № 0197-7, з 1938 року перебував в Казанському танковому училищі і не брав участі в бойових діях Другої світової війни.

## Т-35 в культурі

### Архітектура
Фриз на фасаді Санкт-Петербурзького Будинку Рад, виконаний скульптором Миколою Томським, включає в себе зображення танка Т-35.

### Масова культура

#### Стендовий моделізм
Збірні пластикові моделі-копії танка Т-35 в масштабі 1:35 в різний час випускалися фірмами «ICM» (Україна) та «Alanger» (Росія), однак на сьогоднішній день моделі не виробляються. Моделі обох фірм виготовлялися за однією і тією ж прес-формою та в цілому відрізнялися високою якістю (аж до опрацювання, хоча і часткового, інтер'єру машин). Разом з тим, вони мали і ряд неточностей (наприклад, не існувала кульова установка кулемета в кормі головної башти, місцями неточне розташування ЗІП).
Моделі танків Т-35 в масштабі 1:87 випускалися у вже зібраному вигляді в середині 1990-х років китайським підприємством «Kamo». Крім того, до випуску № 18 журналу «Російські Танки», присвяченому Т-35, додавалася модель танка в масштабі 1:72.
Також існують збірні моделі з смоли танків Т-35 і Т-35А в масштабі 1:72 фірми «Modelkrak» (Польща).

#### Комп'ютерні ігри
В ігровій індустрії танк Т-35 хоч і нечасто, але зустрічається. Зокрема, танк присутній у грі «Бліцкриг II», планується ввести цю модель в ігри «World of Tanks» і «War Thunder». Мала рухливість та висока вогнева міць танків у цих іграх показані достатньо реалістично, а от показники бронювання машин явно завищені, особливо порівняно з іншою технікою. Як і у випадку з Т-28, загальним недоліком є занадто багато цих танків в грі, особливо в розділі «Битва за Москву», в той час, як в реальності до осені 1941 року практично всі танки Т-35 були втрачені — в Московській битві брали участь два останні примірники. З цієї точки зору присутність Т-35 в розділі «Оборона Севастополя» є вже абсолютним історичним нонсенсом. Також танк Т-35 як ігрова декорація був присутній в одній з місій танкового симулятора Panzer Front, що вийшов на ігрової консолі PlayStation.
У грі «War Front» Т-35 — одна з найбільших наземних бойових машин.
Крім того, танк також присутній у створеній на рушії «Бліцкригу II» гумористичної казуальної грі «Сталін проти марсіан».
У грі в соціальній мережі Вконтакте "Танки Герої" танк правильно описаний, але його озброєння не збігається з аналогами.

### Книги
- М. Коломієць. многобашенной танки РККА, частина 2. — М. : Стратегія КМ, 2000. — 80 с. — (Фронтова ілюстрація № 5/2000) — 2000 прим. — ISBN 5-901266-01-3.
- М. Коломієць, М. Свірін. Важкий танк Т-35. Сухопутний дредноут Червоної Армії. — М. : Ексмо, 2007. — 112 с. — (Війна і ми. Танкова колекція) — 4500 прим. — ISBN 5-699-19986-1.
- М. Коломієць. Сухопутні лінкори Сталіна. — М. : Ексмо, 2009. — 320 с. — (Зброя Перемоги) — 4000 прим. — ISBN 978-5-699-34275-4.
- "Холявський — Бібліотека військової історії. Енциклопедія танків.
- "Броня міцна 1919-1937.
- "Свірін — Бронєвой щит Сталіна.
- М. Свірін. Танкова міць СРСР. — М. : Яуза, Ексмо, 2009. — 640 с. — 3500 прим. — ISBN 978-5-699-31700-4.
- В. Шунков. Червона армія. — М. : АСТ, 2003. — 352 с. — 4000 прим. — ISBN 5-17-008860-4.
- Бистров А. Танки 1916 — 1945: Ілюстрована енциклопедія. — СПб. : Олма-Пресс, Бонус, 2002. — 222 с. — 5000 прим. — ISBN 5-7867-0072-0, ISBN 5-224-02469-2.
- А. Солянкин, М. Павлов, І. Павлов, І. Желтов. Радянські важкі танки 1917 — 1940. — М. : Експрінт, 2004. — 40 с. — (Бронетанковий фонд) — 2000 прим. — ISBN 5-94038-063-X.
- Steven J. Zaloga, James Grandsen. Soviet Tanks and Combat Vehicles of World War Two. — Лондон : Arms and Armour Press, 1984. — 240 p. — ISBN 0-85368-606-8.
- Maxim Kolomiets, Jim Kinnear. Land battleship: the Russian T-35 heavy tank. — Barbarossa Books, 2000. — 96 p. — ISBN 0-85368-606-8.
- М. Коломієць. Бронеколлекция № 2: Важкий танк Т-35. — М. : Моделіст-конструктор, 1995. — 32 с. — 5000 прим.
- М. Барятинський. Бронеколлекция №1 (16) : Бронетанкова техніка СРСР 1939 — 1945. — М. : Моделіст-конструктор, 1998. — 32 с.
- М. Коломієць, В. Мальгін. Бронеколлекция №1 (40) : Радянські Супертанки. — М. : Моделіст-конструктор, 2002. — 32 с. — 5000 прим.
- М. Барятинський. Бронеколлекция №2 (65) : Важкі САУ Червоної Армії. — М. : Моделіст-конструктор, 2006. — 2500 прим.
- М. Барятинський. Бронеколлекция. Спецвипуск №2 (6) : Бронетанкова техніка СРСР 1939 — 1945. — М. : Моделіст-конструктор, 2004. — 96 с. — 2010 прим.

### Журнали
- Т-35 // Техніка — молоді : журнал. — 1970. — № 9. — С. 58—59. — ISSN 0320-331X.
- Шмельов І. Сухопутні дредноути / під ред. генерал-майора-інженера, проф. Л. Сергєєва // Техніка — молоді : журнал. — 1980. — № 1. — ISSN 0320-331X.
- П. Горохов. Танк особливого призначення // Моделіст-конструктор : журнал. — 1989. — № 3. — ISSN 0131-2243.
- Важкий танк Т-35 // Моделіст-конструктор : журнал. — 1989. — № 3. — ISSN 0131-2243.
- Важкий п'ятибаштовий танк Т-35 // Наука та техніка : журнал. — 2006. — № 1.
- Важкий танк Т-35 // Танкомастер (спецвипуск) : журнал. — 2007. — № 2. — С. 2—3.